# Giro delle Fiandre 1969
Il Giro delle Fiandre 1969, cinquantatreesima edizione della corsa, fu disputato il 30 marzo 1969, per un percorso totale di 259 km. Fu vinta dal belga Eddy Merckx, al traguardo con il tempo di 6h20'00", alla media di 40,890 km/h, davanti a Felice Gimondi e Marino Basso.
I ciclisti che partirono da Gand furono 178; coloro che tagliarono il traguardo a Meerbeke furono 40.

## Ordine d'arrivo (Top 10)
| Pos. | Corridore                | Squadra     | Tempo    |
| ---- | ------------------------ | ----------- | -------- |
| 1    | Eddy Merckx              | Faema       | 6h20'00" |
| 2    | Felice Gimondi           | Salvarani   | a 5'36"  |
| 3    | Marino Basso             | Molteni     | a 8'08"  |
| 4    | Franco Bitossi           | Filotex     | s.t.     |
| 5    | Bernard Van De Kerckhove | Faema       | s.t.     |
| 6    | Michele Dancelli         | Molteni     | s.t.     |
| 7    | Barry Hoban              | Mercier-BP  | s.t.     |
| 8    | Frans Verbeeck           | Okay Whisky | s.t.     |
| 9    | Georges Claes Jr.        | Goldor      | s.t.     |
| 10   | Joseph Spruyt            | Faema       | a 8'10"  |